# Invariante de Riemann
Las invariantes de Riemann son transformaciones matemáticas realizadas en un sistema de ecuaciones de conservación para facilitar su resolución. Las invariantes de Riemann son constantes a lo largo de las curvas características de las ecuaciones diferenciales parciales, de ahí que se denominen «invariantes». Fueron obtenidos por primera vez por Bernhard Riemann en su trabajo sobre ondas planas en dinámica de gases.

## Teoría matemática
Consideremos el conjunto de ecuaciones de conservación:
{\displaystyle l_{i}\left(A_{ij}{\frac {\partial u_{j}}{\partial t}}+a_{ij}{\frac {\partial u_{j}}{\partial x}}\right)+l_{j}b_{j}=0}
donde {\displaystyle A_{ij}} y {\displaystyle a_{ij}} son los elementos de las matrices {\displaystyle \mathbf {A} } y {\displaystyle \mathbf {a} } donde {\displaystyle l_{i}} y {\displaystyle b_{i}} son elementos de vectores. Se preguntará si es posible reescribir esta ecuación como
{\displaystyle m_{j}\left(\beta {\frac {\partial u_{j}}{\partial t}}+\alpha {\frac {\partial u_{j}}{\partial x}}\right)+l_{j}b_{j}=0}
Para ello, se introducirán curvas en el plano {\displaystyle (x,t)} definido por el campo vectorial {\displaystyle (\alpha ,\beta )}. El término entre paréntesis se reescribirá en términos de una derivada total donde {\displaystyle x,t} se parametrizan como {\displaystyle x=X(\eta ),t=T(\eta )}
{\displaystyle {\frac {du_{j}}{d\eta }}=T'{\frac {\partial u_{j}}{\partial t}}+X'{\frac {\partial u_{j}}{\partial x}}}
comparando las dos últimas ecuaciones encontramos
{\displaystyle \alpha =X'(\eta ),\beta =T'(\eta )}
que ahora se puede escribir en forma característica
{\displaystyle m_{j}{\frac {du_{j}}{d\eta }}+l_{j}b_{j}=0}
donde debemos tener las condiciones
{\displaystyle l_{i}A_{ij}=m_{j}T'}
{\displaystyle l_{i}a_{ij}=m_{j}X'}
donde {\displaystyle m_{j}} puede eliminarse para obtener la condición necesaria
{\displaystyle l_{i}(A_{ij}X'-a_{ij}T')=0}
por lo que, para una solución no trivial, el determinante es
{\displaystyle |A_{ij}X'-a_{ij}T'|=0}
Para los invariantes de Riemann, nos interesa el caso en el que la matriz {\displaystyle \mathbf {A} } es una matriz identidad para formar
{\displaystyle {\frac {\partial u_{i}}{\partial t}}+a_{ij}{\frac {\partial u_{j}}{\partial x}}=0}
Obsérvese que es homogéneo debido a que el vector {\displaystyle \mathbf {n} } es cero. En forma característica, el sistema es
{\displaystyle l_{i}{\frac {du_{i}}{dt}}=0} con {\displaystyle {\frac {dx}{dt}}=\lambda }
Donde {\displaystyle l} es el eigenvector izquierdo de la matriz {\displaystyle \mathbf {A} } y {\displaystyle \lambda 's} son las velocidades características de los eigenvalues de la matriz {\displaystyle \mathbf {A} } que satisfacen
{\displaystyle |A-\lambda \delta _{ij}|=0}
Para simplificar estas ecuaciones características podemos hacer las transformaciones de tal manera que {\displaystyle {\frac {dr}{dt}}=l_{i}{\frac {du_{i}}{dt}}}
Se puede multiplicar un factor de integración {\displaystyle \mu } para ayudar a integrar esto. Así, el sistema tiene ahora la forma característica
{\displaystyle {\frac {dr}{dt}}=0} en {\displaystyle {\frac {dx}{dt}}=\lambda _{i}}, que es equivalente al sistema diagonal
{\displaystyle r_{t}^{k}+\lambda _{k}r_{x}^{k}=0,} {\displaystyle k=1,...,N.}
La solución de este sistema puede obtenerse mediante el método hodográfico generalizado. 

## Ejemplo
Consideremos las ecuaciones de Euler unidimensionales escritas en términos de densidad {\displaystyle \rho } y velocidad {\displaystyle u}
{\displaystyle \rho _{t}+\rho u_{x}+u\rho _{x}=0}
{\displaystyle u_{t}+uu_{x}+(c^{2}/\rho )\rho _{x}=0}
donde {\displaystyle c} es la velocidad del sonido introducida debido a la suposición isentrópica. Escribamos este sistema en forma matricial
{\displaystyle \left({\begin{matrix}\rho \\u\end{matrix}}\right)_{t}+\left({\begin{matrix}u&\rho \\{\frac {c^{2}}{\rho }}&u\end{matrix}}\right)\left({\begin{matrix}\rho \\u\end{matrix}}\right)_{x}=\left({\begin{matrix}0\\0\end{matrix}}\right)}
donde la matriz {\displaystyle \mathbf {a} } del análisis anterior necesita encontrar los valores propios y los vectores propios. Se encuentra que los valores propios satisfacen
{\displaystyle \lambda ^{2}-2u\lambda +u^{2}-c^{2}=0}
lo que da
{\displaystyle \lambda =u\pm c}
y se encuentra que los vectores propios son
{\displaystyle \left({\begin{matrix}1\\{\frac {c}{\rho }}\end{matrix}}\right),\left({\begin{matrix}1\\-{\frac {c}{\rho }}\end{matrix}}\right)}
donde las invariantes de Riemann son
{\displaystyle r_{1}=J_{+}=u+\int {\frac {c}{\rho }}d\rho ,}
{\displaystyle r_{2}=J_{-}=u-\int {\frac {c}{\rho }}d\rho ,}
({\displaystyle J_{+}} y {\displaystyle J_{-}} son las notaciones más utilizadas en dinámica de gases). Para gases perfectos con calores específicos constantes, existe la relación {\displaystyle c^{2}={\text{const}}\,\gamma \rho ^{\gamma -1}}, donde {\displaystyle \gamma } es la relación de calor específico, que da los invariantes de Riemann
{\displaystyle J_{+}=u+{\frac {2}{\gamma -1}}c,}
{\displaystyle J_{-}=u-{\frac {2}{\gamma -1}}c,}
para obtener las ecuaciones
{\displaystyle {\frac {\partial J_{+}}{\partial t}}+(u+c){\frac {\partial J_{+}}{\partial x}}=0}
{\displaystyle {\frac {\partial J_{-}}{\partial t}}+(u-c){\frac {\partial J_{-}}{\partial x}}=0}
En otras palabras, 
{\displaystyle {\begin{aligned}&dJ_{+}=0,\,J_{+}={\text{const}}\quad {\text{a lo largo de}}\,\,C_{+}\,:\,{\frac {dx}{dt}}=u+c,\\&dJ_{-}=0,\,J_{-}={\text{const}}\quad {\text{a lo largo de}}\,\,C_{-}\,:\,{\frac {dx}{dt}}=u-c,\end{aligned}}}
donde {\displaystyle C_{+}} y {\displaystyle C_{-}} son las curvas características. Esto se puede resolver mediante la transformación hodográfica. En el plano hodográfico, si todas las características se colapsan en una sola curva, obtenemos ondas simples. Si la forma matricial del sistema de ecuaciones diferenciales parciales es
{\displaystyle A{\frac {\partial v}{\partial t}}+B{\frac {\partial v}{\partial x}}=0}
entonces es posible multiplicar por la matriz inversa {\displaystyle A^{-1}}, siempre y cuando el determinante de la matriz {\displaystyle \mathbf {A} } no sea cero.